# Nhấn F để tỏ lòng thành kính

Hình ảnh chụp của tang lễ trong Call of Duty: Advanced Warfare.

Nhấn F để tỏ lòng thành kính (tiếng Anh: Press F to Pay Respects) là một Internet meme có nguồn gốc từ Call of Duty: Advanced Warfare, một trò chơi bắn súng góc nhìn thứ nhất năm 2014 và là một bản game trong series Call of Duty. Vào thời điểm trò chơi này được ra mắt vào tháng 11 năm 2014, nhiều người chơi đã "chế nhạo" một hành động quick time event này vì yếu tố tương tác bắt buộc của nó dường như không phù hợp tại một tang lễ. Kể từ đó, nó đã được sử dụng bởi nhiều người đăng comment trên internet để truyền tải sự cảm thông hoặc công nhận cho những sự việc không may.